# Casa Morgan
Casa Morgan (Morgan House in inglese) è una magione in stile coloniale britannico fatta costruire da un magnate inglese della juta di nome George Morgan negli anni 30 nella hill station di Kalimpong nel Bengala Occidentale in India. La villa è diventata un albergo gestito dal West Bengal Tourism Development Corporation (WBTDC).

## Storia
La magione venne costruita nei primi anni 30 del Novecento per commemorare l'anniversario di matrimonio tra George Morgan, magnate della juta, e alla proprietaria di una piantagione di indaco.
La proprietà era utilizzata come casa di villeggiatura estiva in cui venivano organizzate feste esclusive; alla morte dei Morgan, rimasti senza eredi, la villa passò nelle mani di alcuni loro uomini di fiducia.
Dopo l'indipendenza dell'India, quindi, la proprietà venne ceduta al nuovo governo indiano. Nel 1965 passò al dipartimento del turismo per poi essere finalmente ceduta al West Bengal Tourism Development Corporation nel 1975. È da allora che viene utilizzata come albergo aperto ai turisti.

## Galleria d'immagini

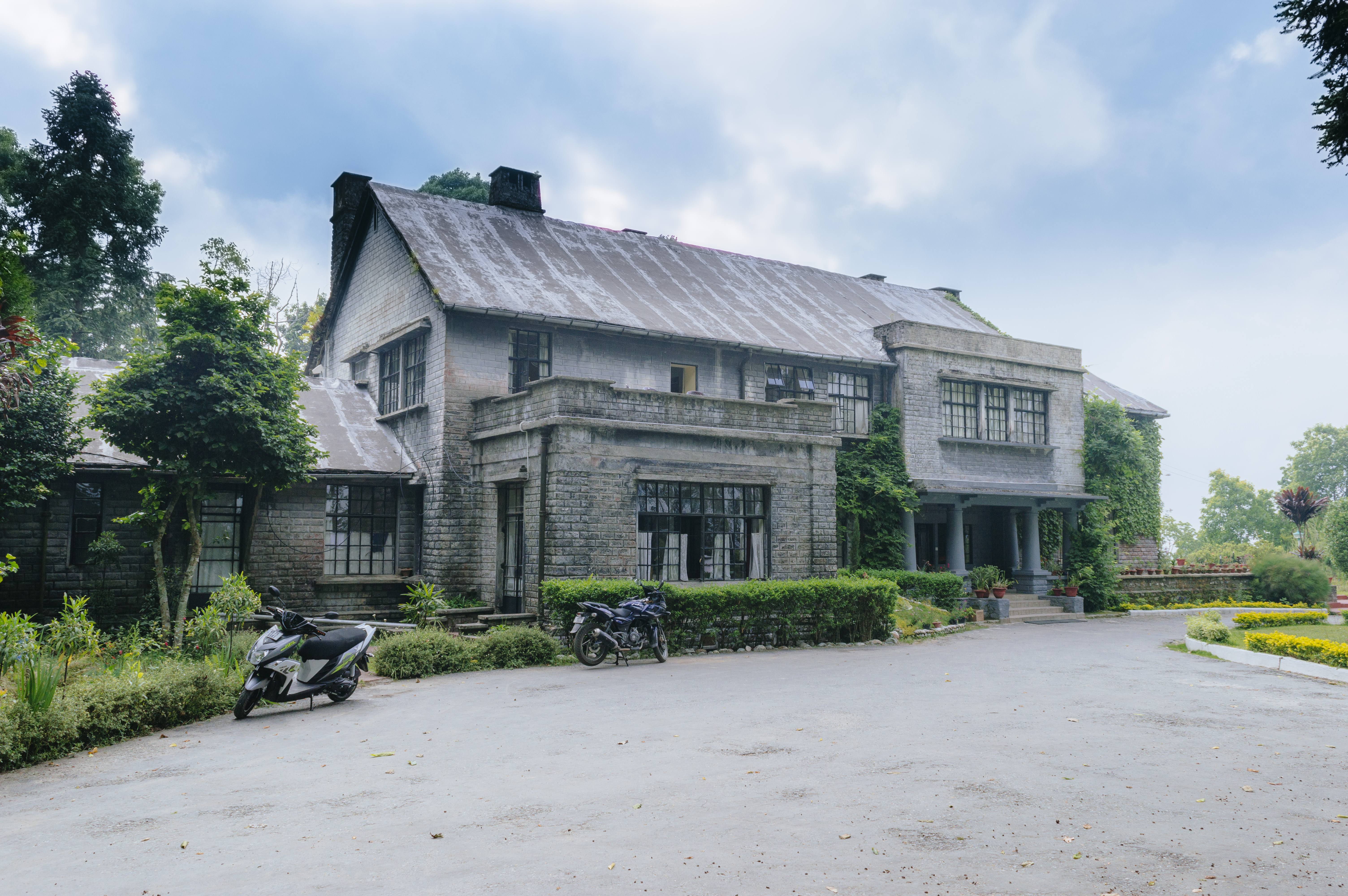
Il fronte della villa
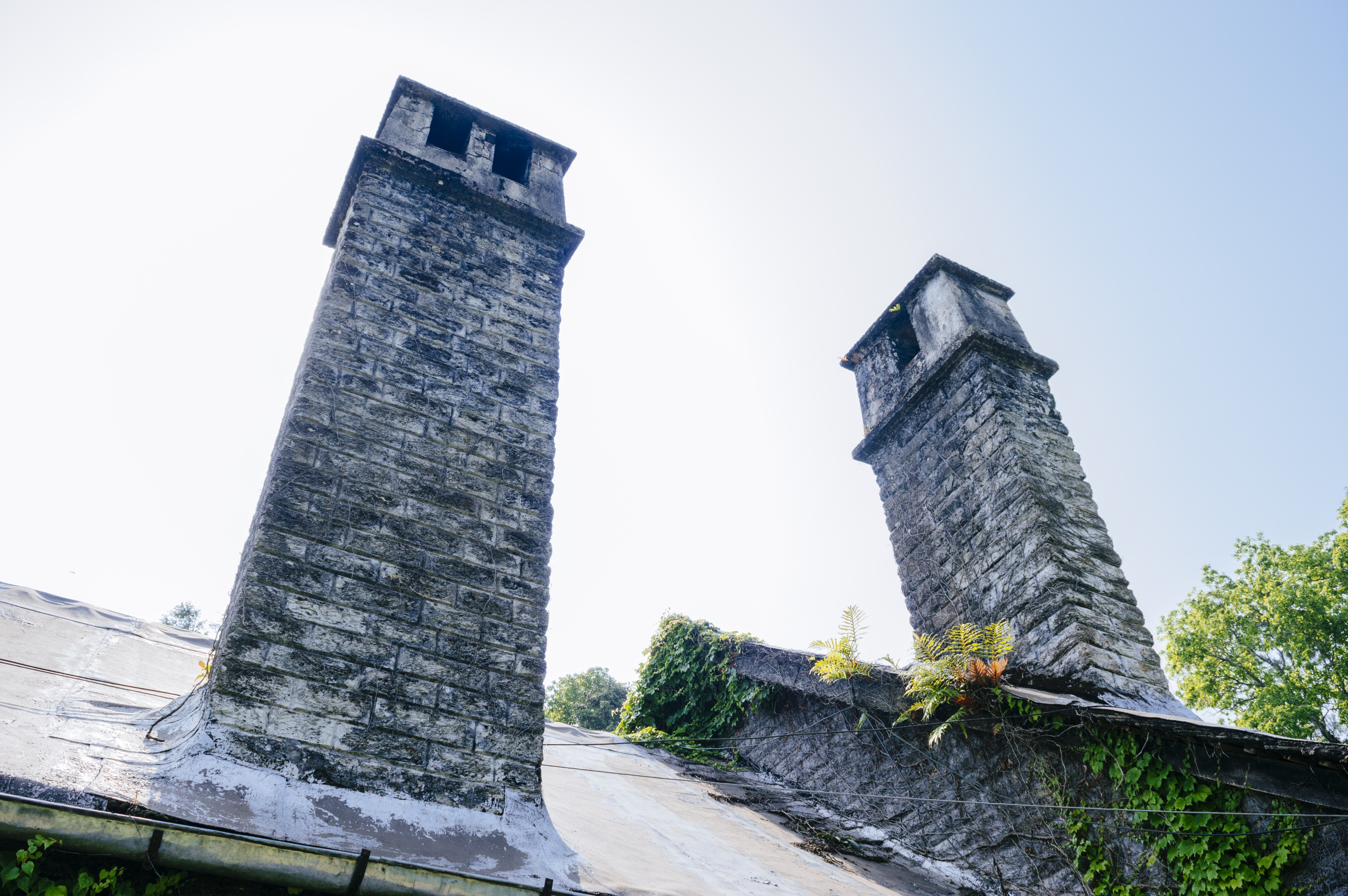
I camini in pietra
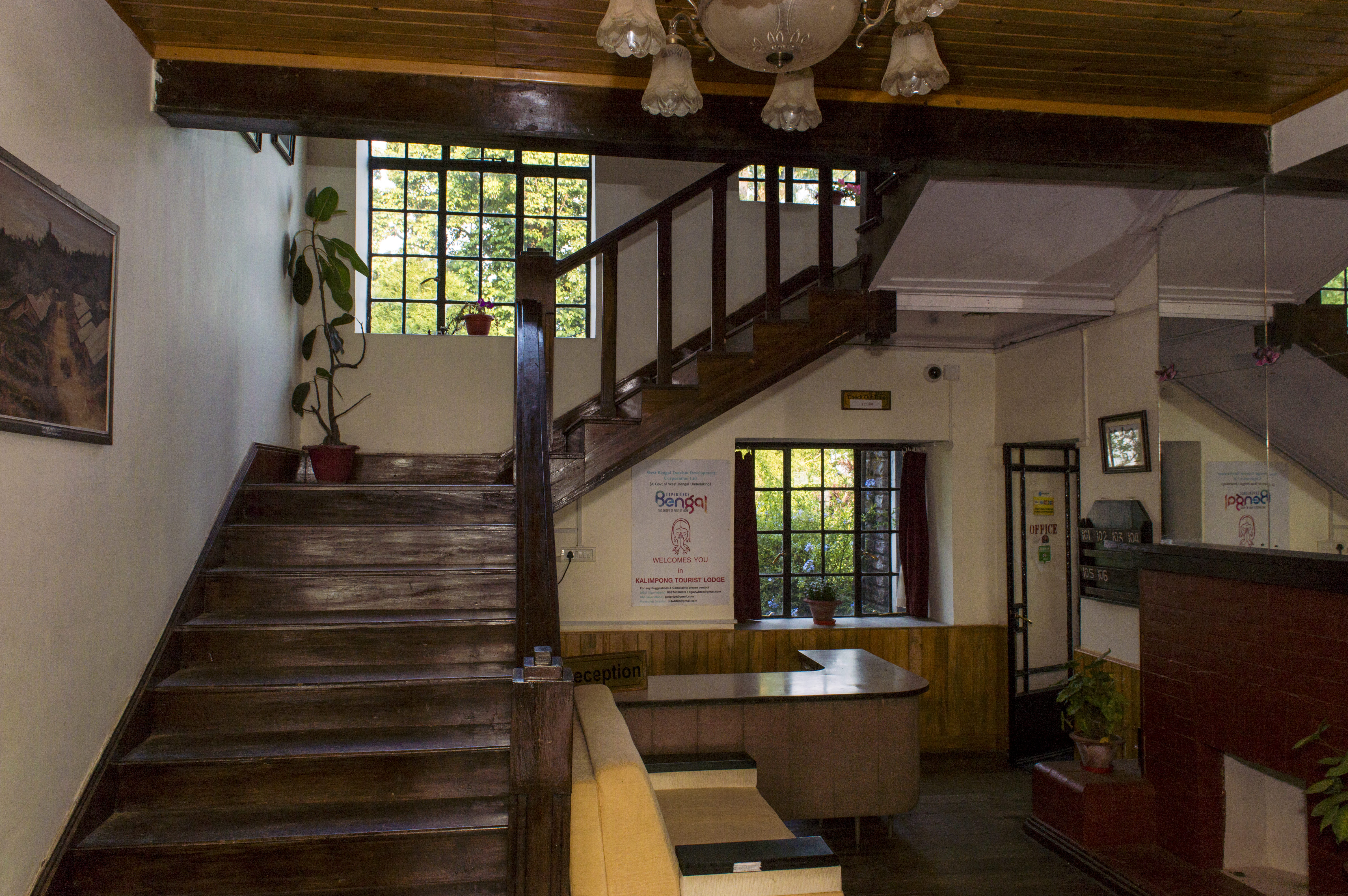
La scalinata in legno
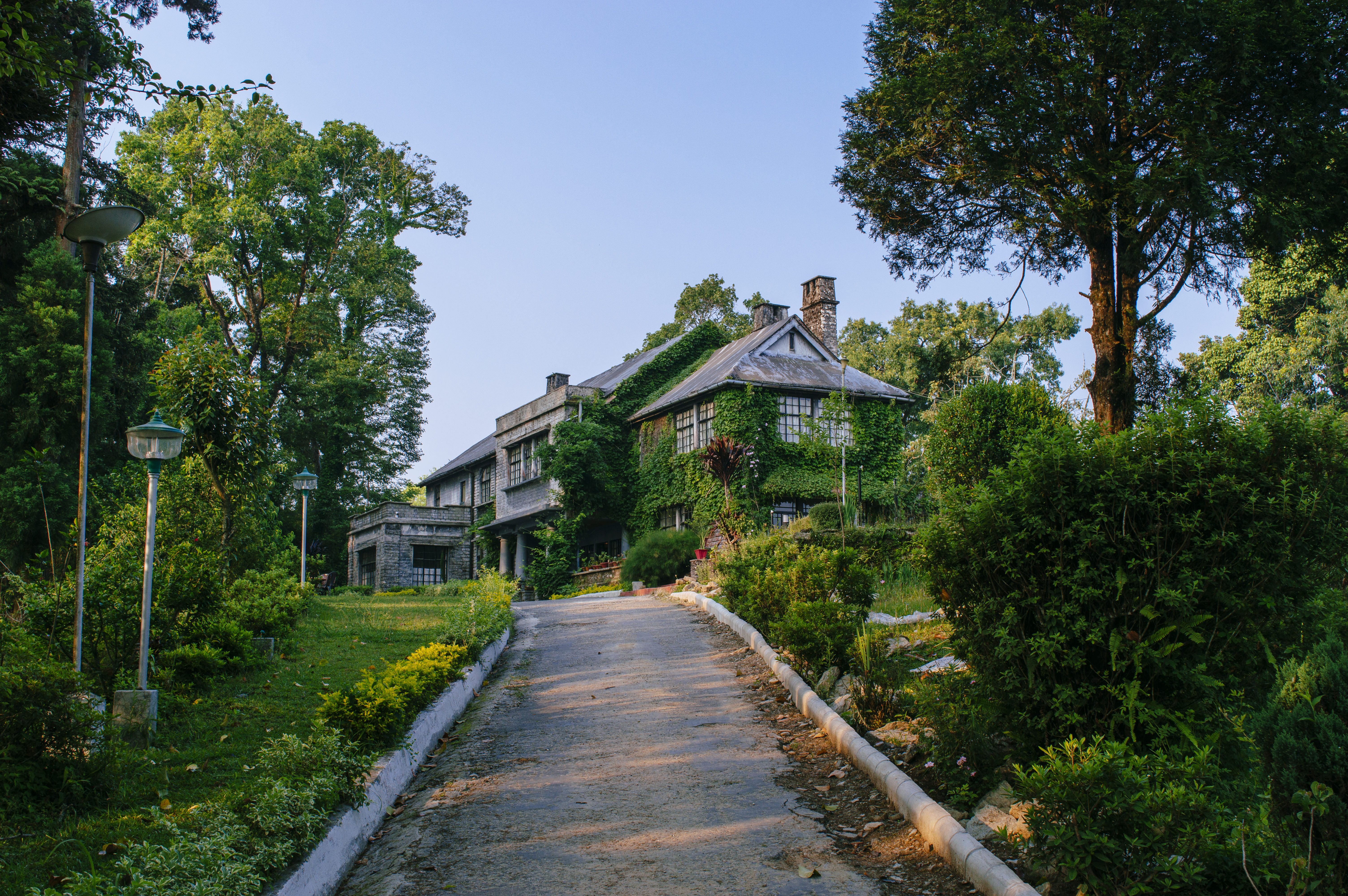
Il vialetto che conduce all'ingresso
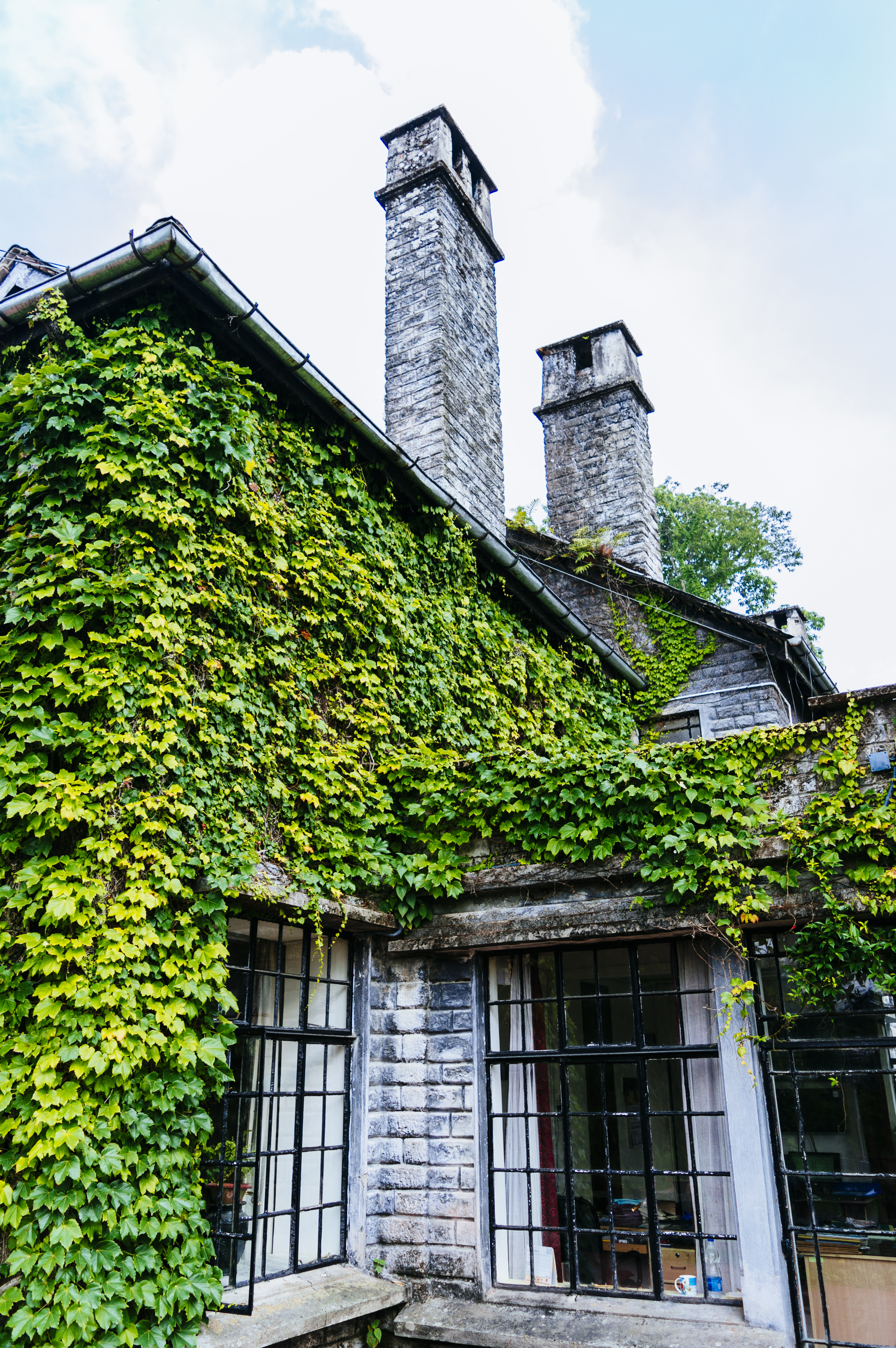
Angolo dell'edificio ricoperto d'edera
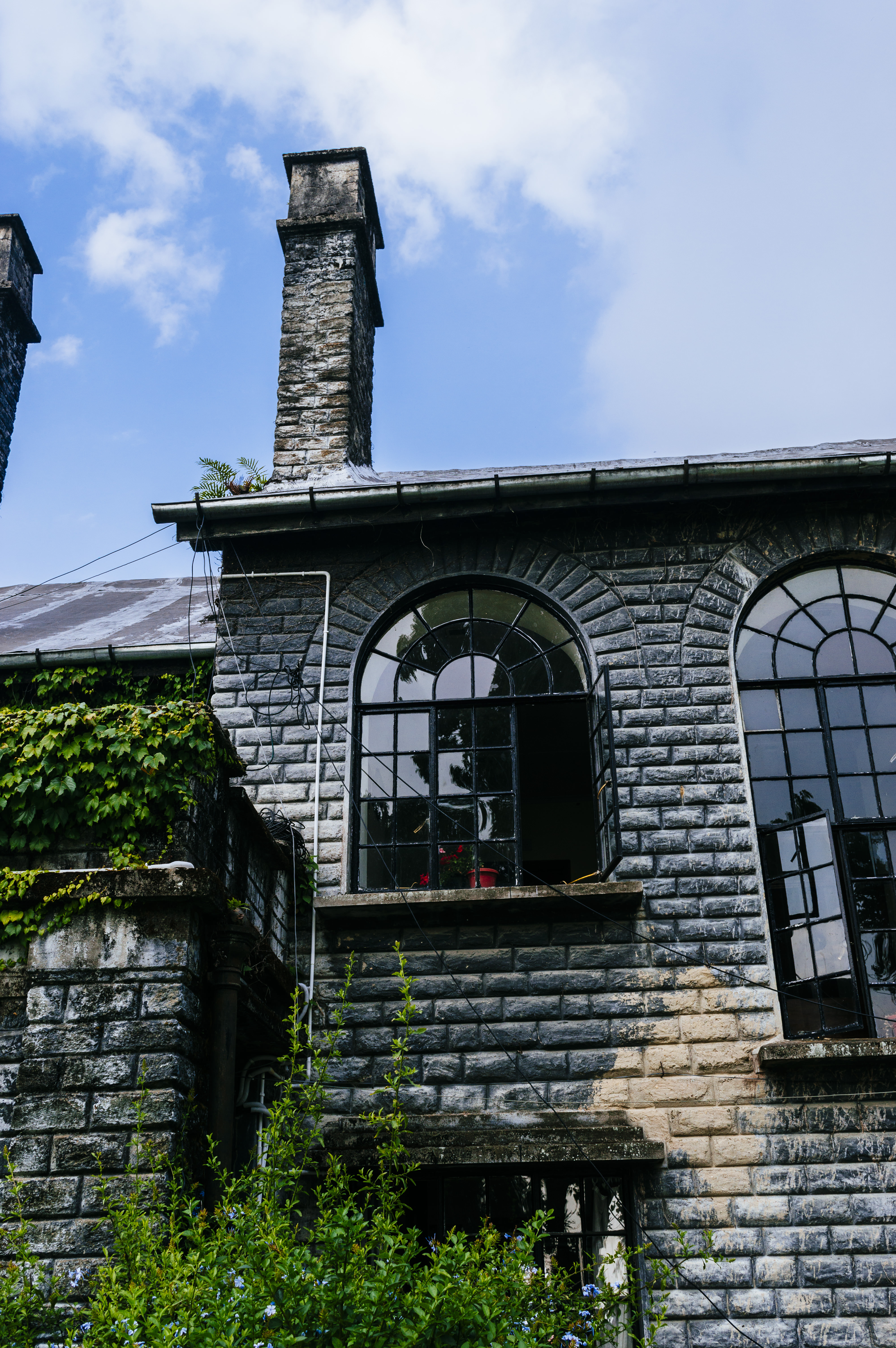
Le vetrate della villa
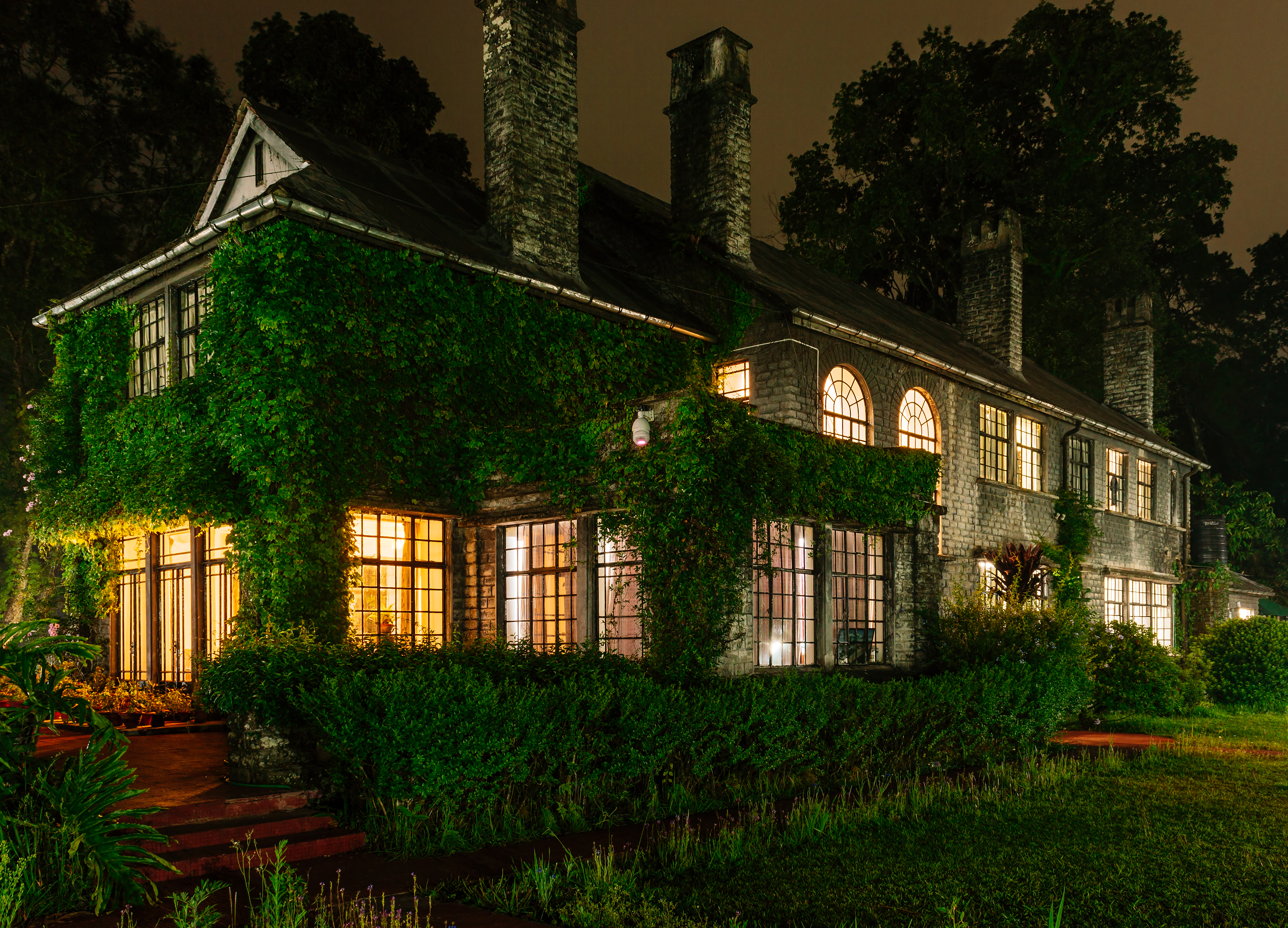
Veduta notturna dal prato sul retro
Vista frontale dal prato